# 巴爾基 (巴爾區)

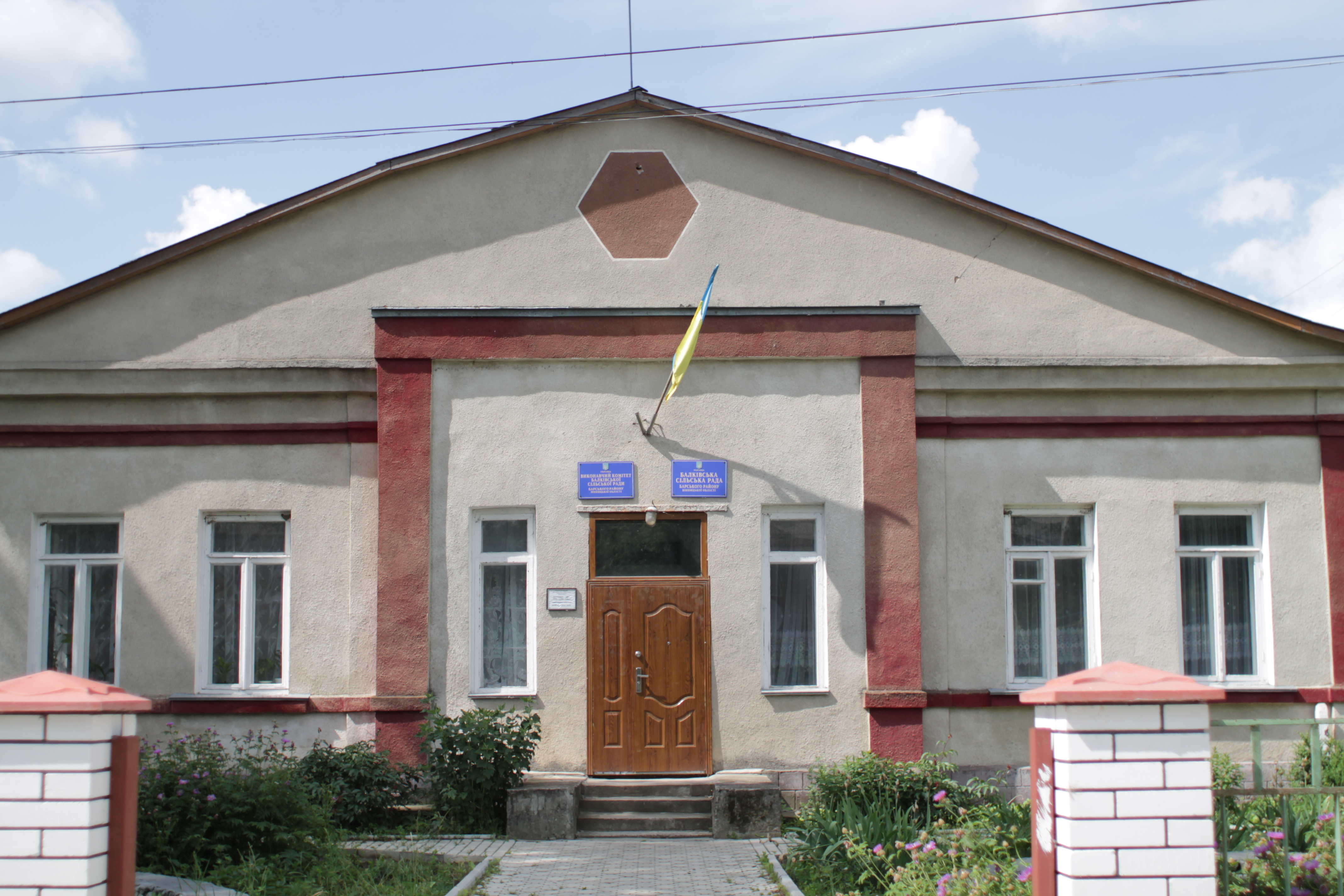

巴爾基（烏克蘭語：Балки），是烏克蘭的村落，位於該國西南部文尼察州，由日梅林卡區負責管轄，始建於1787年，面積9.3平方公里，2023年人口1,717，人口密度每平方公里192.15人。
49°3′36″N 27°40′44″E / 49.06000°N 27.67889°E